# 忒勒玛科斯
忒勒玛科斯（英語：Telemachus）。古希腊神话男性人物之一。其事迹见于《奥德赛》。父母为奥德修斯与柏涅柏。奥德修斯参加特洛伊战争后20年未归，他在雅典娜帮助下历尽艰辛而寻见父亲，并协助父亲将图谋不轨者予以清除。其形象亦反映于古典作家之相关著述中。